# Nigel Bagnall
Sir Nigel Thomas Bagnall, GCB, CVO, MC&Bar (* 10. Februar 1927; † 8. April 2002) war ein Offizier der British Army und Historiker, der zuletzt als Generalfeldmarschall (Field Marshal) zwischen 1985 und 1988 Chef des Generalstabes der British Army war.

## Leben
Nigel Thomas Bagnall, Sohn von Oberstleutnant Harry Stephen Bagnall und Marjory May Briggs, besuchte das Wellington College in Berkshire und leistete danach ein Jahr lang Wehrdienst im Rahmen des National Service. Danach trat er 1946 zunächst in das Linieninfanterieregiment Green Howards (Alexandra, Princess of Wales’s Own Yorkshire Regiment) ein, wechselte aber kurz darauf zum Fallschirmjägerregiment (Parachute Regiment). Mit diesem war er im Völkerbundsmandat für Palästina eingesetzt sowie später in der Föderation Malaya eingesetzt. Für seine Verdienste wurde ihm 1950 das Military Cross (MC) sowie 1953 eine Spange (Bar) zum Military Cross verliehen. Später wechselte er zum Kavallerieregiment 4th/7th Royal Dragoon Guards und fand in den folgenden Jahren zahlreiche Verwendungen als Offizier sowie Stabsoffizier.
Im Dezember 1970 wurde Bagnall als Brigadegeneral (Brigadier) Nachfolger von Brigadegeneral Roy Dixon als Kommandeur der Panzertruppen (Royal Armoured Corps) des I. Korps (I Corps) und verblieb in dieser Funktion bis zu seiner Ablösung durch Brigadegeneral Martin Sinnatt im September 1972. Danach übernahm er im November 1973 von Air Commodore Brian Stanbridge den Posten als Sekretär des Ausschusses der Stabschefs (Secretary, Chiefs of Staff Committee) und bekleidete dieses bis September 1975, woraufhin Flottillenadmiral Peter Stanford seine Nachfolge antrat. Danach wurde er als Generalmajor (Major-General) Nachfolger von Generalmajor Michael Gow als Kommandeur (General Officer Commanding) der 4. Division (4th Division) und hatte dieses Amt bis zu seiner Ablösung durch Generalmajor Richard Vickers im Oktober 1977 inne. Im Anschluss wechselte er im Januar 1978 in das Verteidigungsministerium und wurde dort Nachfolger von Air Vice-Marshal John Gingell als Assistierender Chef des Verteidigungsstabes für Grundsatzpolitik (Assistant Chief of the Defence Staff (Policy)). In dieser Verwendung verblieb er bis März 1980 und wurde daraufhin von Joseph Gilbert abgelöst. 1978 wurde er zudem als Commander in den Royal Victorian Order (CVO) aufgenommen.
Im Oktober 1980 übernahm Generalleutnant (Lieutenant-General) Nigel Bagnall von Generalleutnant Peter Leng den Posten als Kommandierender General (General Officer Commanding-in-Chief) des I. Korps (I Corps) und war dort bis zu seiner Ablösung durch Generalleutnant Martin Farndale im Mai 1983 eingesetzt. Am 31. Dezember 1980 wurde er zum Knight Commander des Order of the Bath (KCB) geschlagen und führte fortan den Namenszusatz „Sir“. Im Anschluss löste General Bagnall im Juli 1983 General James Michael Gow als Oberbefehlshaber der Britischen Rheinarmee BAOR (Commander-in-Chief, British Army of the Rhine) ab und bekleidete diesen Posten bis Juli 1985 aus, woraufhin abermals General Martin Farndale seine dortige Nachfolge antrat. In Personalunion war er zwischen Juli 1983 und Juli 1985 auch Oberkommandierender der NATO-Heeresgruppe Nord NORTHAG (Northern Army Group). Während dieser Zeit wurde ihm am 15. Juni 1985 zum Knight Grand Cross des Order of the Bath (GCB) erhoben.
Zuletzt übernahm General Sir Nigel Thomas Bagnall im Juli 1985 als Nachfolger von Generalfeldmarschall John Wilfred Stanier das Amt als Chef des Generalstabes (Chief of the General Staff) der British Army, das er bis zu seinem Ausscheiden aus dem aktiven Militärdienst im September 1988 innehatte. Sein Nachfolger wurde daraufhin erneut General John Chapple. Er wurde mit seinem Eintritt in den Ruhestand im September 1988 auch zum  Generalfeldmarschall (Field Marshal) befördert.
Am 9. Mai 1959 heiratete er Anna Caroline Church, Tochter von Oberstleutnant Theobald Frederick Stephen Church und Susette Henrietta Mary Hawkins. Aus dieser Ehe gingen die beiden Töchter Emma Caroline Bagnall sowie Sarah Jane Bagnall hervor.

## Veröffentlichungen
Nigel Bagnall war auch als Historiker und Fellow am Balliol College der University of Oxford tätig. Er verfasste Sachbücher, in denen er sich mit den Punischen Kriegen, zur Zweiten Schlacht von Lilybaeum, Ersten und Zweiten Schlacht von Tarentum, den Schlachten am Trasimenischen See, Panormus, Cornus und an der Rhone sowie den Legiones Cannenses befasste. Zu seinen Veröffentlichungen gehören:
- The Punic Wars. Hutchinson, London 1990, ISBN 0-091-74421-0.
  - deutsch: Rom und Karthago. Der Kampf ums Mittelmeer. Deutsch von Michael Redies. Siedler, Berlin 1995, ISBN 3-88680-489-5.
- The Peloponnesian War. Athens, Sparta and the Struggle for Greece (= Pimlico. 653). Pimlico, London 2004, ISBN 0-7126-9881-7.